# (890) Вальтраут
(890) Вальтраут (лат. Waltraut) — астероид главного пояса астероидов, принадлежащий к спектральному классу Т. Астероид был открыт 11 марта 1918 года немецким астрономом Максимилианом Вольфом в Гейдельбергской обсерватории на юго-западе Германии и назван в честь персонажа оперы Рихарда Вагнера «Сумерки богов».
Объект принадлежит к крупному семейству астероидов Эос